# 孫敬 (景泰進士)
孫敬（1425年—1484年），字孟寅，四川成都府成都縣人，明朝政治人物。

## 生平
由國子生中式四川鄉試第七十名舉人，景泰五年（1454年）甲戌科進士。

## 家族
曾祖孫子傑；祖孫福；父孫成；母韓氏；繼母趙氏。具慶下，妻張氏，弟敏。。